# Katherine Chancellor
Katherine "Kay" Chancellor Murphy (nata Sheperd, precedentemente Reynolds, Thurston e Sterling) è un personaggio della soap opera Febbre d'amore. Sin dagli esordi (novembre 1973) è stata interpretata dall'attrice Jeanne Cooper. Il personaggio è apparso anche in due episodi di Beautiful andati in onda nel 2005. Quello di Katherine Chancellor è considerato uno dei personaggi più longevi delle soap opera statunitensi.
Dopo svariate nomination, la Cooper è stata premiata con l'Emmy nella cerimonia del 2008. In precedenza aveva ricevuto il Soap Opera Digest Award per la miglior attrice in una soap opera nel 1989.

## Biografia del personaggio

### Prima del 1973
Nata il 25 ottobre del 1928, Katherine detta Kay, è figlia del signor Shepherd e di sua moglie, il cui nome da nubile era Clarke. Da ragazza frequenta il liceo insieme a Stuart Brooks, John Abbott e Gary Reynolds, con il quale si sposa nel 1948. Dal legame nasce un figlio, Brock, ma il matrimonio non è felice perché Kay soffre di alcolismo e tradisce il marito con alcuni giovani ragazzi. Katherine tradisce Gary con il suo migliore amico, il giudice Arthur Hendricks, del quale rimane incinta. La donna non può tenere il bambino e così dopo averlo dato alla luce, lo consegna all'amica Charlotte Ramsey con il compito di darlo in adozione. Dopo pochi anni Gary muore e successivamente Katherine sposa Phillip R. Chancellor II, intimo amico del defunto marito e amministratore delegato delle Chancellor Industries.

### Anni settanta
Katherine Chancellor, annoiata moglie del ricco Phillip, dopo molti anni di matrimonio ricade nel vizio dell'alcool e tradisce il marito con diversi amanti. Quando Phillip la scopre, le impone di smettere con la minaccia di lasciarla ma Katherine tenta il suicidio. Dopo essersi ripresa, Kay assume la giovane estetista Jill Foster come sua dama di compagnia. La vita dei coniugi Chancellor non è facile a causa dei loro problemi e questo spinge Phillip ad innamorarsi, ricambiato, di Jill. Katherine scopre la relazione e, per evitare di perdere il marito, spinge il figlio Brock, innamorato della giovane, a sposare Jill. Il matrimonio non viene consumato in quanto Jill scopre di essere rimasta incinta di Phillip e ottiene da Brock l'annullamento; al contempo anche Phillip divorzia da Katherine per vivere il suo amore con Jill. Kay, ubriaca, litiga con l'ex-marito e, perso il controllo dell'auto su cui viaggiano, finisce in una scarpata. Nell'incidente Katherine non riporta ferite gravi ma Phillip muore pochi giorni dopo, facendo appena in tempo a sposare Jill, accorsa al suo capezzale. Da questo momento comincia l'aspra rivalità tra Jill e Katherine.
Quando Katherine scopre che Jill è incinta di Phillip, le offre un milione di dollari per avere il bambino, Phillip III. In un primo momento Jill accetta ma poi si riprende il figlio. Katherine quindi assume un avvocato che la aiuta ad invalidare il vincolo matrimoniale tra Jill e il defunto Phillip, con la motivazione che, quando aveva firmato le carte per il divorzio, Kay era sotto l'effetto dell'alcool. Katherine si sposa poi con Derek Thurston, che nomina CEO delle Chancellor Industries, ma quando l'ex-moglie dell'uomo viene a sapere del matrimonio, per vendetta, le offre delle caramelle drogate. Katherine viene creduta pazza e finisce in manicomio ma dopo un incendio che coinvolge l'edificio, la donna viene ritenuta morta; in realtà il cadavere era quello della compagna di stanza di Kay, responsabile dell'incendio. Derek, non sapendo che sua moglie era ancora viva, decide di sposarsi con Jill, ma Katherine torna a casa proprio durante le nozze, mandandole a monte.

### Anni ottanta
Un paio di anni dopo, Derek divorzia da Katherine e lei mette a capo dell'azienda Victor Newman. Ben presto diventa amica della giovane alcolizzata Nikki Reed, la quale, con somma contentezza di Katherine, si sposa con Victor. Nel 1984 Katherine si sottopone ad un lifting (vengono mandati in onda i filmati reali dell'intervento subito dall'attrice Jeanne Cooper). Già da tempo, Katherine stava tentando di far terminare il matrimonio tra l'amico John Abbott e Jill. Dopo molti tentativi, Katherine riesce nel suo intento, mostrando a John delle foto raffiguranti Jill che lo tradisce con suo figlio Jack. Quando, poco dopo, Jill viene ferita con un colpo di pistola, Katherine viene indagata insieme a John e a Jack. Il colpevole si rivela poi essere il massaggiatore Sven.
In seguito Katherine e Jill intraprendono un'altra lotta per contendersi Phillip Chancellor III. Il ragazzo, che era stato messo in un collegio da sua madre Jill, si affeziona molto a Katherine, ma da lei prende anche il vizio del bere. Phillip, completamente ubriaco, finisce a letto con Nina Webster, che è costretto a sposare quando la ragazza scopre di essere rimasta incinta. Phillip, sempre più dipendente dall'alcool, muore poco tempo dopo in un incidente d'auto, causato dalla guida in stato d'ebbrezza. In seguito Jill decide di assumere un truffatore di nome Brian Romalotti per sedurre Katherine. L'uomo si presenta con il nome di Rex Sterling e comincia a corteggiare Katherine, ma il piano di Jill fallisce quando i due si innamorano davvero l'uno dell'altra e convolano a nozze.

### Anni novanta
L'ex compagno di cella di Rex, Clint Radison, trova una sosia di Katherine di nome Marge Cotrooke, con la quale organizza un piano per imprigionare la vera Katherine in modo da prendere possesso delle Chancellor Industries. Katherine e la sua fedele domestica Esther Valentine vengono tenute prigioniere da Marge, che fingendosi Katherine gestisce tutti i suoi beni. Perfino Rex non riesce a capire la verità ma seccato dallo strano comportamento della moglie, si fa convincere da Jill a divorziare per sposare lei. L'inganno viene tuttavia sventato da Brock, tornato dall'India. Katherine fa arrestare Clint, ma mossa a compassione, decide di coprire Marge e la fa scagionare. Scioccata dal fatto che suo marito abbia divorziato da lei, Katherine fa invalidare il matrimonio tra Rex e Jill, visto che le carte per il divorzio erano state firmate da Marge e non da lei. In seguito Rex torna da Kay e i due si risposano.
Qualche tempo dopo Esther conosce un certo Norman Peterson, che la convince a sposarlo. L'uomo però punta solo ai soldi e riesce a far includere Esther nel testamento di Katherine. Norman tuttavia non vuole aspettare la morte della signora Chancellor per entrare in possesso della sua fortuna e così decide di svaligiare la cassaforte della villa. Colto sul fatto da Rex, Norman lo uccide, ma viene arrestato.
La morte di Rex lascia Katherine sconvolta e debole. È il 1998, quando Jill trova una lettera del defunto Phillip, il quale la nomina erede di Villa Chancellor. Un giudice stabilisce che sia Jill che Katherine vivranno insieme nella villa ed entrambe ne possederanno il 50%. Le due però litigano di continuo e una notte Katherine va via dalla casa. La donna cammina per strade malfamate, finendo per perdersi; le viene rubata la borsetta e Katherine contempla per un momento anche il suicidio, ma viene salvata dalla sedicenne Mac. La ragazza, una senzatetto che ha avuto una vita segnata dalle violenze sessuali, la convince a tornare a casa sua e Katherine la prende a cuore. Quando Mac si confida con lei, attraverso una lettera scritta dalla madre della giovane, le due scoprono che il padre di Mac è proprio Brock, e quindi Katherine è sua nonna. Brock riconosce la figlia ma Jill non la vede di buon occhio, anche perché la ragazza ha una relazione con suo figlio Billy Abbott.

### Anni duemila
Nel 2003, i rapporti tra Katherine e Jill cambiano quando le due donne vengono informate del fatto che potrebbero essere madre e figlia. Infatti la madre di Jill, Liz, prima di sottoporsi ad una difficile operazione per rimuovere un tumore cerebrale, confida alla figlia di averla adottata. Jill si mette alla ricerca della sua madre biologica, che pare essere una donna di nome Charlotte Ramsey. La donna però è sterile e si scopre che anni prima le era stato affidato un neonato appena partorito da Katherine Chancellor, che voleva sbarazzarsene perché frutto di un tradimento. Charlotte dice a Katherine che Jill è quella neonata e la donna, per lo shock, viene colpita da un grave ictus. La donna rimane paralizzata per mesi ma ben presto si riprende mentre Jill fa separare Mac e suo figlio Billy, da poco sposi, rivelando il loro grado di parentela. L'anno successivo, Katherine ricomincia a bere ma riceve una visione del defunto marito, che la convince a smettere.
Nel 2005 il personaggio di Katherine fa parte per pochi episodi del cast di Beautiful e si rivela essere un'azionista della Forrester Creations. Katherine e Jill riescono ad instaurare un buon rapporto fino a quando Katherine ricorda che molti anni prima, alcolizzata e in preda alla rabbia, aveva dato il vero figlio di Jill ad una donna di nome Violet, che in cambio le aveva dato un altro bambino, che era poi stato cresciuto da Jill come Phillip Chancellor III. Il vero figlio di Jill si rivela essere Cane Ashby e ciò viene confermato da un test del DNA. Katherine stringe poi amicizia con Amber Moore, moglie di Cane, rivedendo in lei alcuni lati del proprio carattere.
Katherine successivamente subisce un altro ictus, sebbene di minore entità, ma prende la decisione di far trascrivere ad Amber le sue memorie. Intanto torna in contatto con la sua sosia Marge Cotrooke e mentre le due viaggiano insieme in auto, hanno un incidente in cui Marge muore e Katherine, sbalzata fuori dall'auto perde la memoria. Gli amici di Katherine pensano allora che sia lei ad essere morta e vengono celebrati anche i suoi funerali. Patrick Murphy, amico di Marge, aiuta Katherine a riprendersi dall'amnesia e la donna ben presto torna a ricordare chi sia realmente. Un test del DNA, effettuato per verificare l'identità di Katherine, porta a scoprire che in realtà Katherine e Jill non sono davvero madre e figlia. Katherine decide di lasciare Genoa City, ma Patrick, innamoratosi di lei, le chiede di sposarlo. Il 1º maggio 2009 vengono celebrate da Brock le nozze tra Patrick e Katherine, con Nikki e Victor come testimoni.
Poco tempo dopo, Cane ricorda che qualche anno prima aveva parlato con un uomo riguardo a dei patti tra Jill e Katherine. Quest'uomo ha un'incredibile somiglianza con Phillip Chancellor III, e dopo essere entrato a Villa Chancellor si rivela essere proprio lui: l'uomo aveva inscenato la propria morte per non rivelare la sua omosessualità. Katherine, vedendolo, ha un altro ictus, dal quale però si riprende. Il 13 novembre 2009, Katherine diventa ministro di culto al fine di celebrare il matrimonio di Amber e Daniel Romalotti.

### Anni duemiladieci
In seguito Tucker McCall diventa azionista delle Chancellor Industries, e Katherine scopre che il ragazzo è proprio quel neonato che aveva dato via dopo averlo partorito. Dopo l'arrivo di Tucker, sia le Chancellor Industries che Katherine attraversano vicende davvero intricate, il rapporto fra madre e figlio non è facile e Katherine viene colpita nuovamente da un ictus. Nel 2012, l'anziana signora Chancellor decide tuttavia di tornare alla guida dell'impresa e di diseredare Tucker.
L'ultima scena che vede protagonista Katherine è ambientata sulle scale di Villa Chancellor: la donna sta salendo dopo aver augurato la buonanotte a Jill. Si tratta dell'ultima registrazione fatta dall'attrice Jeanne Cooper, scomparsa nel maggio del 2013. In seguito alle richieste dei fan della soap, i produttori hanno optato per il ritiro del personaggio, morto anch'esso in stessa data.